# ماکسیمیلیان شاخمان
ماکسیمیلیان شاخمان (انگلیسی: Maximilian Schachmann؛ زادهٔ ۹ ژانویهٔ ۱۹۹۴) دوچرخه‌سوار اهل آلمان است.
از باشگاه‌هایی که در آن بازی کرده‌است می‌توان به تیم کوئیک‌استپ فلورز اشاره کرد.
وی در مسابقات کشوری و بین‌المللی در مجموع برندهٔ ۲ مدال نقره شده‌است.